# قرار مجلس الأمن التابع للأمم المتحدة رقم 1852
قرار مجلس الأمن التابع للأمم المتحدة رقم 1852 المتخذ بالإجماع في 17 ديسمبر 2008.

## القرار
مدد مجلس الأمن حتى 28 شباط / فبراير 2009 ولاية لجنة التحقيق الدولية المستقلة في بيروت المكلفة بالتحقيق في التفجير الإرهابي الذي أودى بحياة رئيس الوزراء اللبناني الأسبق رفيق الحريري وآخرين في 14 شباط / فبراير 2005.
اتخذ المجلس بالإجماع القرار 1852 (2008) الذي قدمته فرنسا، وأحاط المجلس علما بطلب اللجنة التمديد الذي من شأنه أن يسمح لها بمواصلة التحقيق دون انقطاع وتحويل عملياتها وموظفيها وأصولها تدريجيا إلى لاهاي بهدف استكمال بدء المحكمة الخاصة بلبنان عملها في الوقت المناسب.
(تأسست اللجنة في 7 نيسان / أبريل 2007 بالقرار 1595 بالإجماع، بموافقة الحكومة اللبنانية، للتحقيق في جميع جوانب الهجوم المميت.
في 30 مايو 2007، تبنى المجلس في تصويت منقسم، القرار 1757 الذي يأذن للمحكمة الخاصة بمحاكمة المشتبه بهم. في 21 كانون الأول / ديسمبر، وقعت الأمم المتحدة وهولندا اتفاقية مقر لإنشاء مقر المحكمة الخاصة في البلد.
في إحاطة المجلس في اجتماع سابق، أشار دانيال بيلمار، مفوض لجنة التحقيق الدولية المستقلة، إلى أن التحقيق سيستمر حتى بعد إنشاء المحكمة الخاصة وتشغيلها في 1 مارس 2009.
وناشد السيد بلمار المجلس التمديد لمدة شهرين، قائلا إن ذلك سيسمح للتحقيق بالحفاظ على زخمه. وبدلاً من وجود فجوة مدتها شهران بين نهاية أنشطة اللجنة وبدء المحكمة، يمكن أن يستمر التحقيق بأكبر قدر ممكن من السلاسة. كما سيوفر التمديد فترة زمنية يمكن للجنة خلالها نقل عمليات التحقيق تدريجياً من بيروت إلى لاهاي، مع استمرار عملها.

## روابط خارجية
- نص القرار في undocs.org